# Șebutînți, Nova Ușîțea
Șebutînți (în ucraineană Шебутинці) este un sat în comuna Berezivka din raionul Nova Ușîțea, regiunea Hmelnîțkîi, Ucraina.

## Demografie
Componența lingvistică a localității Șebutînți
     Ucraineană (97,29%)
     Rusă (2,53%)
     Alte limbi (0,18%)
Conform recensământului din 2001, majoritatea populației localității Șebutînți era vorbitoare de ucraineană (97,29%), existând în minoritate și vorbitori de rusă (2,53%).